# Roman Hubník
Roman Hubník (* 6. Juni 1984 in Vsetín) ist ein tschechischer Fußballspieler.

## Vereinskarriere
Hubník begann mit dem Fußballspielen in Halenkov. Als Zwölfjähriger wechselte er zum FC Vsetín, nach nur einem Jahr dann zum FC Zlín. Auch dort blieb der talentierte Abwehrspieler nur eine Saison und ging 1998 zu Sigma Olomouc. In der Saison 2001/02 kam er zu seinen ersten Einsätzen in der B-Mannschaft von Sigma, die in der 2. Liga spielte. Im November 2002 debütierte er für Sigma in der Gambrinus Liga und war fortan aus der Startaufstellung nicht mehr wegzudenken. In vier Jahren kam der Verteidiger auf 104 Erstligaspiele, in denen er vier Tore schoss.
Anfang 2007 wurde Hubník vom russischen Erstligisten FK Moskau verpflichtet, laut tschechischen Medien betrug die Ablöse etwa ein hundert Millionen Kronen (rund 3,5 Millionen Euro). Im Januar 2009 wurde Hubník für ein Jahr an Sparta Prag ausgeliehen. Ab Januar 2010 spielte Hubník zunächst leihweise für Hertha BSC, ehe er im Mai 2010 fest verpflichtet wurde und einen Vertrag bis 2014 unterschrieb. In seinem 50. Ligaspiel für die Berliner gelang ihm am 17. Dezember 2011 (17. Spieltag) beim 1:1-Unentschieden bei der TSG 1899 Hoffenheim mit dem Treffer in der 90. Minute auch sein erstes Bundesligator.
Im Sommer 2013 kehrte er in seine Heimat zurück und schloss sich dem tschechischen Meister Viktoria Pilsen an. Im ersten Jahr konnte das Team den Titel nicht verteidigen und wurde Vizemeister, aber 2015 standen sie erneut ganz oben in der Tabelle. Hubník trug dazu drei Tore in 19 Partien bei. In der Hinrunde der Saison 2015/16 wurde er an seinen alten Verein Sigma Olmütz ausgeliehen und kehrte zum Jahreswechsel wieder nach Pilsen zurück. 2016 gewann er mit dem Verein seine insgesamt dritte tschechische Meisterschaft.

## Nationalmannschaft
Hubník durchlief alle tschechischen Juniorenmannschaften von der U-15 bis zur U-21. Am 5. Juni 2009 debütierte er im Spiel gegen Malta in der A-Nationalmannschaft. Sein erstes Tor im tschechischen Dress schoss Hubník am 12. August 2009 beim 3:1-Sieg gegen Belgien.
Bei der Fußball-Europameisterschaft 2016 in Frankreich wurde er als Stammspieler in das tschechische Aufgebot aufgenommen. In allen drei Partien der Gruppenrunde war er über die volle Spielzeit im Einsatz, dann schied das Team als Tabellenletzter aus. Nach insgesamt 29 Länderspielen, bei denen er drei Tore erzielte, beendete Hubník nach der EM im August 2016 seine Länderspielkarriere.
Eine letzte Nominierung erfolgte im September 2020: Nachdem zwei Mitglieder des Funktionsteams positiv auf das Virus SARS-CoV-2 getestet worden waren, musste der Kader der tschechischen Nationalmannschaft für das zweite Gruppenspiel der UEFA Nations League 2020/21 gegen Schottland komplett neu zusammengestellt werden. Zu diesem neuen Kader gehörte auch Hubník, der die Mannschaft als Kapitän aufs Spielfeld führte.

## Erfolge
- Zweitligameister in der Saison 2010/11 und 2012/13
- Tschechischer Meister: 2010